# Balmhornhütte
Die Balmhornhütte ist eine Berghütte der Sektion Altels des Schweizer Alpen-Clubs (SAC). Sie liegt im Kanton Bern in der Schweiz unterhalb des Balmhorngletschers und der Balmhorn-Nordwand auf einer Höhe von 1955 m ü. M. auf einer Kanzel, die weite Blicke auf das Gasterntal bietet.
Die Balmhornhütte ist meist unbewirtschaftet, im Sommer wird sie gelegentlich von ehrenamtlichen Hüttenwirten betrieben.

## Lage
Die Hütte erreicht man vom Bahnhof Kandersteg aus in rund 3 Stunden (ca. 750 Meter Höhenunterschied). Ab Gasternholz (1367 m ü. M.) erfolgt der Aufstieg auf einem schmalen und teilweise recht ausgesetzten Bergpfad.
Die Balmhornhütte bietet sich als Stützpunkt für den Aufstieg zur Gasternspitze (2821 m ü. M.) und zum Wildelsiggrat an.

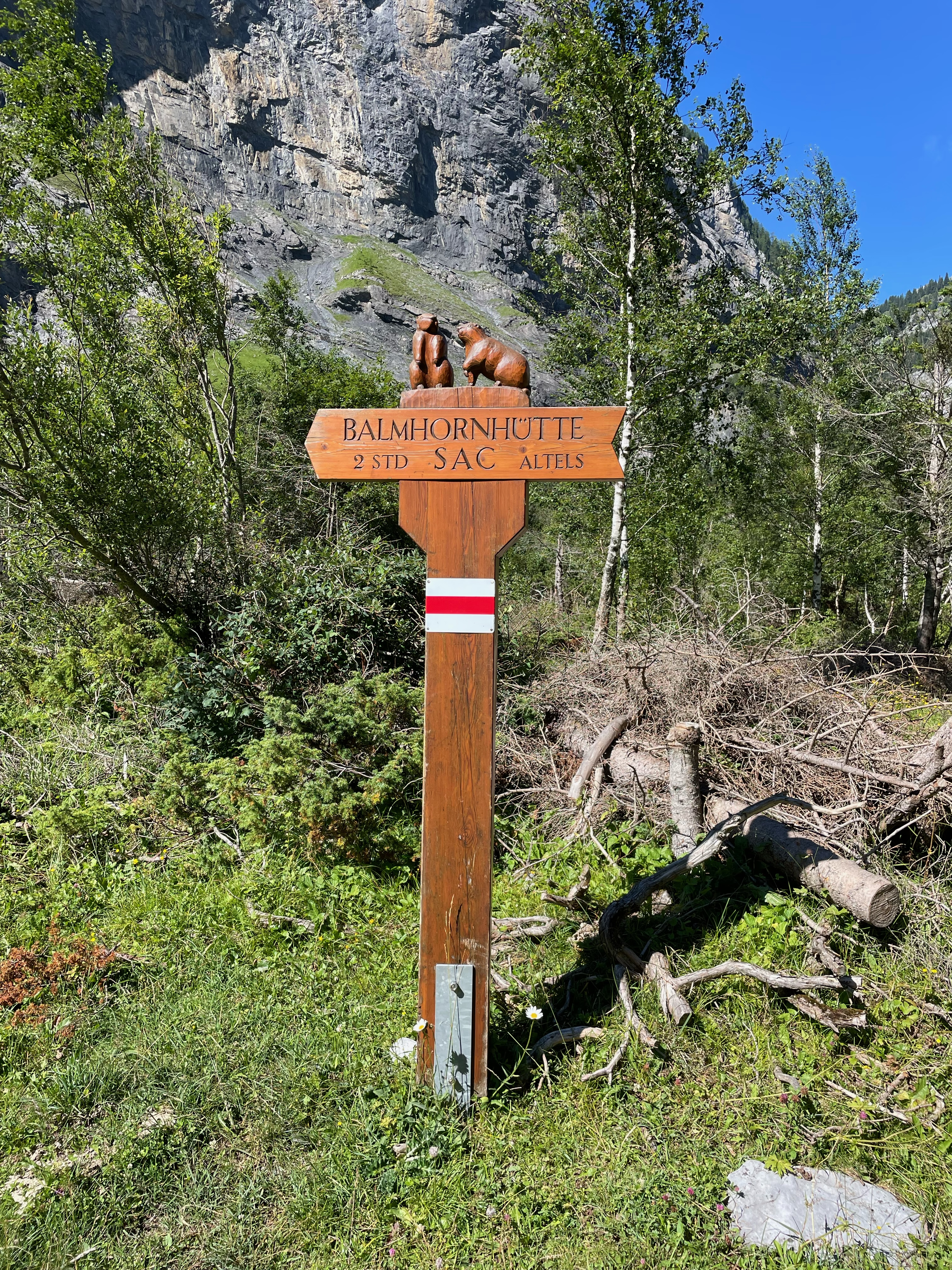
Wegweiser zur Balmhornhütte im Gasterntal
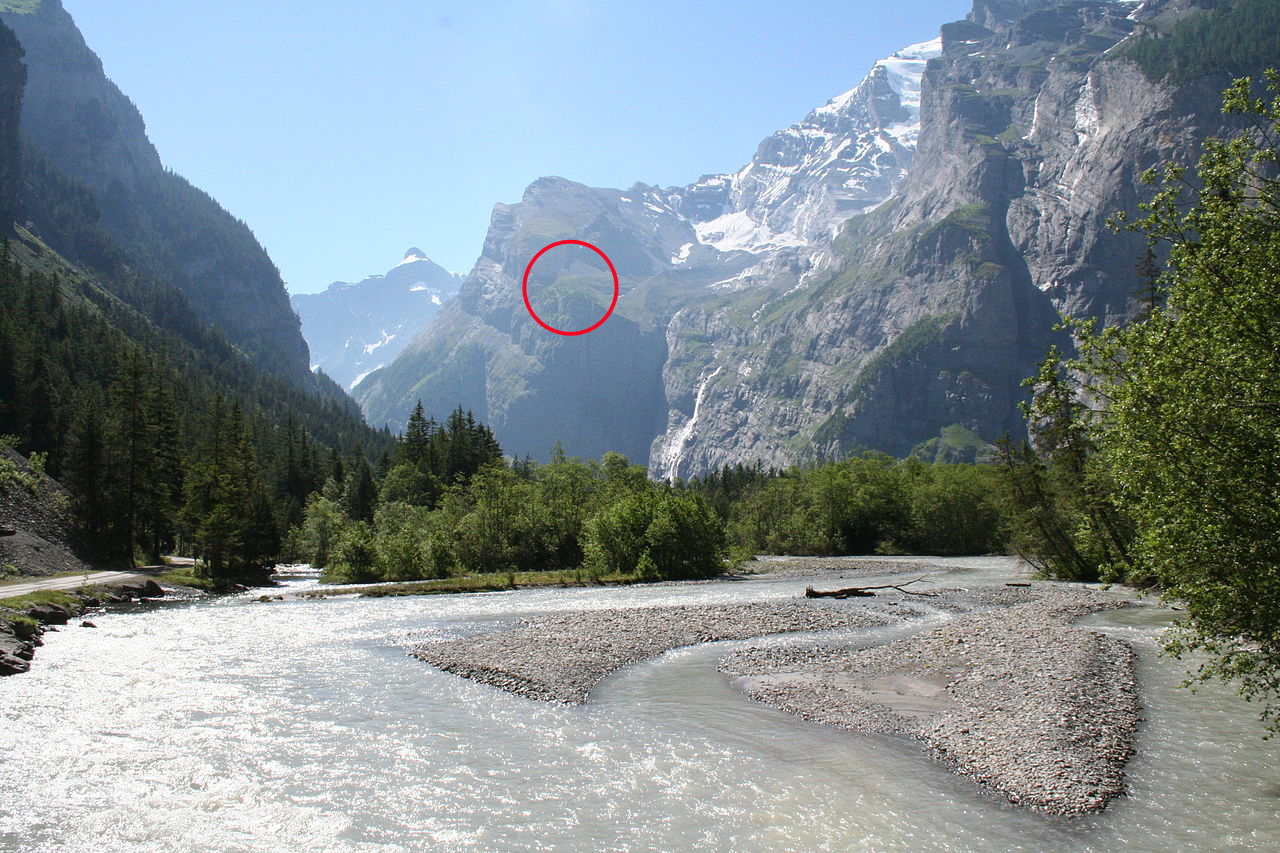
Lage der Hütte oberhalb des Gasterntals

## Geschichte
1902 wurde auf Wildelsigen erstmals eine Holzhütte mit 12 Plätzen errichtet.